# Delilia
Delilia es un género de plantas con flores perteneciente a la familia Asteraceae. Comprende 4 especies descritas y, de estas, solo 2 aceptadas.

## Descripción
Son hierbas anuales, que alcanzan hasta 1 m de alto, con raíces fibrosas o axonomorfas, densamente ramificadas frecuentemente desde cerca de la base; tallos estrigosos. Hojas opuestas, lanceoladas a angostamente ovadas, indistintamente serruladas, 3–8 cm de largo y l.5–3 cm de ancho, aplicado-pilosas en la haz y el envés, los tricomas del envés tendiendo a dirigirse en ángulo recto hacia el nervio principal, 3-nervias desde la base; pecioladas. Capitulescencias de fascículos umbelados o capítulos samaroides, globosos, terminales y axilares; capítulos radiados, 4.5–5 mm de largo y de ancho, pedúnculos 1–2 mm de largo, quebrándose por abajo de la mitad, cada capítulo cayendo entero; filarias 3, una de ellas grande y cordada en la base, la segunda mediana y opuesta a la grande, la tercera más pequeña y cubierta por las otras 2, las 2 últimas semicordadas, todas con nervadura reticulada y con tricomas aplicados; flósculo del radio 1, fértil, su lígula menos de 0.5 mm de largo, amarilla; flósculos del disco 1–4, perfectos pero estériles, las corolas amarillas. Aquenios obovados, 2.3 mm de largo, aplanados, carinados en una cara, menudamente pilosos, negros; vilano ausente.

## Taxonomía
El género fue descrito en 1823 por Kurt Sprengel en Bulletin des Sciences, par la Société Philomatique: 54. La especie tipo es Delilia berteroi, actualmente reducida a sinónimo de Delilia biflora.

### Etimología
Delilia: nombre genérico dado en honor al médico y botánico francés Alire Raffeneau Delile (1778-1850). Se trata de uno de dos nombres genéricos dedicados a Delile, siendo el otro Lilaea (Juncaginaceae).

### Especies aceptadas
A continuación se brinda un listado de las especies del género Delilia aceptadas hasta julio de 2012, ordenadas alfabéticamente. Para cada una se indica el nombre binomial seguido del autor, abreviado según las convenciones y usos.
- Delilia biflora (L.) Kuntze
- Delilia repens (Hook.f.) Kuntze[1]